# Hunoldstal
Hunoldstal (vor 1950 Hundstall) ist ein Ortsteil der Gemeinde Schmitten im Taunus im südhessischen Hochtaunuskreis.

## Geographie
Hunoldstal liegt im Weiltal des östlichen Hintertaunus auf einer Höhe von 357 bis 504 Metern über Normalnull.
Auf einer Fläche von 222 Hektar hat Hunoldstal eine Einwohnerzahl von 434 (Stand: September 2006).

## Geschichte

### Namensherkunft
Seit 1950 trägt der Ort den Namen Hunoldstal. Die bisherige Bezeichnung Hundstall wurde als anstößig empfunden. In Dokumenten aus früheren Jahrhunderten wird der Name in einer Vielzahl von Varianten genannt. So sind zum Beispiel überliefert: Hündestal (1424), Hondestal (1450), Hundestall (1437), Hoinstal (1477), Heymstall (1516), Hunstalln (1529), Hendstal (1570), Hundstall (1682).
Der heutige Name Hunoldstal ist jedoch keine dokumentierte historische Namensform, sondern eine Neuschöpfung.

### Chronik
Die älteste bekannte schriftliche Erwähnung von Hunoldstal erfolgte unter dem Namen Hundisdal im Jahr 1310 in einem Güterverzeichnis des Klosters Thron.
Die Ortschaft war zum Stockheimer Obergericht gehörig und Filialgemeinde von Rod am Berg. In allen Urkunden, die die Gemeinde erwähnen, ist sie zusammen mit der Nachbarortschaft Brombach genannt. Für das 16. Jahrhundert ist im Ort eine Schmiede nachgewiesen, von der die Herren von Stockheim Abgaben erhielten.
Im 13. Jahrhundert gehörte Hunoldstal zum Herrschaftsbereich der Grafen von Diez, später kam Hunoldstal zu Nassau-Usingen.
Hunoldstal war bis zum freiwilligen Zusammenschluss im Zuge der Gebietsreform in Hessen zum 1. April 1972 mit Schmitten und weiteren bis dahin selbstständigen Gemeinden eigenständig und ist seither ein Ortsteil der Gemeinde Schmitten.
Ortsbezirke nach der Hessischen Gemeindeordnung wurden in Schmitten nicht gebildet.

### Staats- und Verwaltungsgeschichte im Überblick
Die folgende Liste zeigt die Staaten, in denen Hunoldstal lag, und deren nachgeordnete Verwaltungseinheiten, denen es unterstand:
- vor 1806: Heiliges Römisches Reich, Fürstentum Nassau-Usingen, Oberamt oder Grafschaft Usingen
- ab 1806: Herzogtum Nassau, Amt Usingen
- ab 1849: Herzogtum Nassau, Kreisamt Idstein
- ab 1854: Herzogtum Nassau, Amt Usingen
- ab 1867: Königreich Preußen, Provinz Hessen-Nassau, Regierungsbezirk Wiesbaden, Obertaunuskreis (Trennung zwischen Justiz (Amtsgericht Usingen) und Verwaltung)
- ab 1871: Deutsches Reich, Königreich Preußen, Provinz Hessen-Nassau, Regierungsbezirk Wiesbaden, Obertaunuskreis
- ab 1918: Deutsches Reich, Freistaat Preußen, Provinz Hessen-Nassau, Regierungsbezirk Wiesbaden, Obertaunuskreis
- ab 1886: Deutsches Reich, Königreich Preußen, Provinz Hessen-Nassau, Regierungsbezirk Wiesbaden, Kreis Usingen
- ab 1932: Deutsches Reich, Königreich Preußen, Provinz Hessen-Nassau, Regierungsbezirk Wiesbaden, Obertaunuskreis
- ab 1933: Deutsches Reich, Königreich Preußen, Provinz Hessen-Nassau, Regierungsbezirk Wiesbaden, Landkreis Usingen
- ab 1944: Deutsches Reich, Freistaat Preußen, Provinz Nassau, Landkreis Usingen
- ab 1945: Amerikanische Besatzungszone, Groß-Hessen, Regierungsbezirk Wiesbaden, Landkreis Usingen
- ab 1946: Amerikanische Besatzungszone, Hessen, Regierungsbezirk Wiesbaden, Landkreis Usingen
- ab 1949: Bundesrepublik Deutschland, Hessen, Regierungsbezirk Wiesbaden, Landkreis Usingen
- ab 1968: Bundesrepublik Deutschland, Hessen, Regierungsbezirk Darmstadt, Landkreis Usingen
- ab 1972: Bundesrepublik Deutschland, Hessen, Regierungsbezirk Darmstadt, Hochtaunuskreis

### Bevölkerung

#### Einwohnerstruktur 2011
Nach den Erhebungen des Zensus 2011 lebten am Stichtag dem 9. Mai 2011 in Hunoldstal 402 Einwohner. Darunter waren 18 (4,5 %) Ausländer. Nach dem Lebensalter waren 51 Einwohner unter 18 Jahren, 180 zwischen 18 und 49, 81 zwischen 50 und 64 und 90 Einwohner waren älter. Die Einwohner lebten in 174 Haushalten. Davon waren 42 Singlehaushalte, 60 Paare ohne Kinder und 54 Paare mit Kindern, sowie 12 Alleinerziehende und 3 Wohngemeinschaften. In 36 Haushalten lebten ausschließlich Senioren und in 114 Haushaltungen lebten keine Senioren.

#### Einwohnerentwicklung
| Hunoldstal: Einwohnerzahlen von 1834 bis 2021 | Hunoldstal: Einwohnerzahlen von 1834 bis 2021 | Hunoldstal: Einwohnerzahlen von 1834 bis 2021 | Hunoldstal: Einwohnerzahlen von 1834 bis 2021 | Hunoldstal: Einwohnerzahlen von 1834 bis 2021 |
| --- | --------------------------------------------- | --------------------------------------------- | --------------------------------------------- | --------------------------------------------- |
| Jahr |                                               |                                               |                                               | Einwohner                                     |
| 1834 | 1834                                          |                                               | 134                                           | 134                                           |
| 1840 | 1840                                          |                                               | 139                                           | 139                                           |
| 1846 | 1846                                          |                                               | 128                                           | 128                                           |
| 1852 | 1852                                          |                                               | 121                                           | 121                                           |
| 1858 | 1858                                          |                                               | 108                                           | 108                                           |
| 1864 | 1864                                          |                                               | 119                                           | 119                                           |
| 1871 | 1871                                          |                                               | 116                                           | 116                                           |
| 1875 | 1875                                          |                                               | 117                                           | 117                                           |
| 1885 | 1885                                          |                                               | 122                                           | 122                                           |
| 1895 | 1895                                          |                                               | 126                                           | 126                                           |
| 1905 | 1905                                          |                                               | 131                                           | 131                                           |
| 1910 | 1910                                          |                                               | 135                                           | 135                                           |
| 1925 | 1925                                          |                                               | 133                                           | 133                                           |
| 1939 | 1939                                          |                                               | 122                                           | 122                                           |
| 1946 | 1946                                          |                                               | 178                                           | 178                                           |
| 1950 | 1950                                          |                                               | 166                                           | 166                                           |
| 1956 | 1956                                          |                                               | 148                                           | 148                                           |
| 1961 | 1961                                          |                                               | 183                                           | 183                                           |
| 1967 | 1967                                          |                                               | 220                                           | 220                                           |
| 1970 | 1970                                          |                                               | 221                                           | 221                                           |
| 1980 | 1980                                          |                                               | ?                                             | ?                                             |
| 1990 | 1990                                          |                                               | ?                                             | ?                                             |
| 2000 | 2000                                          |                                               | ?                                             | ?                                             |
| 2011 | 2011                                          |                                               | 402                                           | 402                                           |
| 2021 | 2021                                          |                                               | 415                                           | 415                                           |
| Datenquelle: Historisches Gemeindeverzeichnis für Hessen: Die Bevölkerung der Gemeinden 1834 bis 1967. Wiesbaden: Hessisches Statistisches Landesamt, 1968. Weitere Quellen: LAGIS; Gemeinde Schmitten; Zensus 2011 |                                               |                                               |                                               |                                               |

#### Historische Religionszugehörigkeit
| • 1885: | 116 evangelische (= 95,08 %), 3 katholische (= 2,46 %), 3 anderes christliche-konfessionelle (= 2,46 %) Einwohner |
| • 1961: | 172 evangelische (= 93,99 %), 6 katholische (= 3,28 %) Einwohner                                                  |

## Wappen
Das Wappen wurde der damals selbstständigen Gemeinde Hunoldstal 1954 verliehen. Es zeigt im grünen Feld schräggekreuzt eine silberne Axt und eine silberne Rodhacke, von vier goldenen Ähren bewinkelt. Axt und Ähren sollen die Entstehung des Ortes durch Rodung des Waldes symbolisieren.

## Kultur und Sehenswürdigkeiten

### Kulturdenkmäler

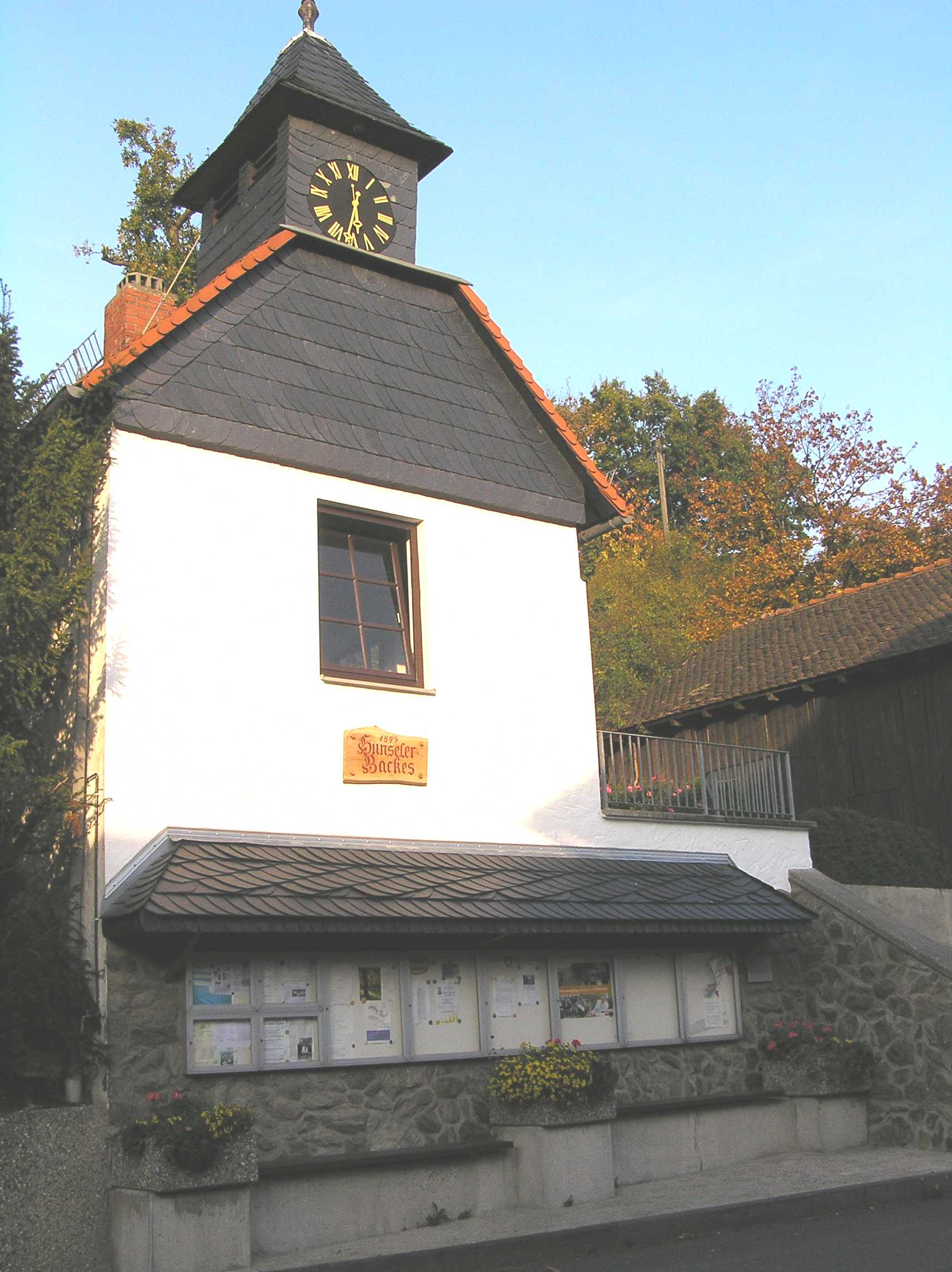
Backes Hunoldstal

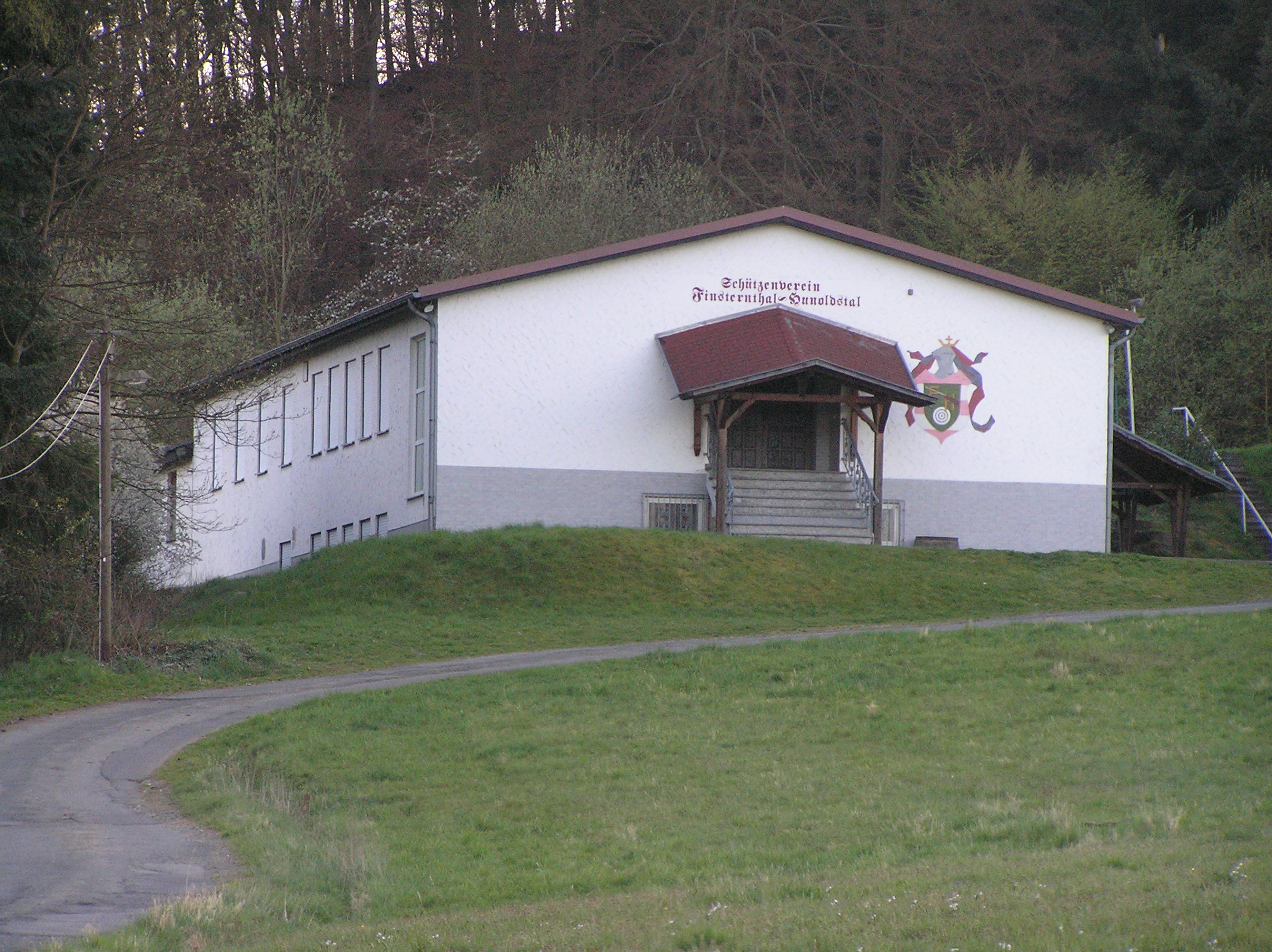
Schützenhaus Hunoldstal

Das alte 1845 errichtete gemeinschaftliche Backhaus („Backes“) ist immer noch funktionstüchtig.
Für die unter Denkmalschutz stehenden Gebäude siehe die Liste der Kulturdenkmäler in Hunoldstal.

### Vereine
Der Schützenverein 1903 Finsternthal-Hunoldstal e. V. betreibt das Schützenhaus, das – neben dem Bürgerhaus – Zentrum des gemeindlichen Lebens ist.

## Wirtschaft und Infrastruktur
Auch wenn im Gewerbegebiet Vor dem Nesselberg eine Reihe von gewerblichen Unternehmen angesiedelt sind, ist Hunoldstal doch eher ein Wohnort. Die meisten Einwohner pendeln in das Rhein-Main-Gebiet zur Arbeit.

### Haus der Sieben Brüder
Die Stationäre Jugendhilfe Haus der Sieben Brüder bietet ein vollstationäres pädagogisches Betreuungsangebot „über Tag und Nacht“ auf der Grundlage des SGB VIII, Hilfen zur Erziehung gem. §§ 27, 34, auch in Verbindung mit §§ 35a und 41 und 42. Insgesamt werden 30 Jugendliche im Auftrag des Hochtaunuskreises betreut. Jedem Jugendlichen steht ein Einzelzimmer zur Verfügung. Die Gesamtgruppe ist in vier Betreuungsgruppen unterteilt, jede Gruppe wird von zwei Betreuern betreut. Es können sowohl weibliche als auch männliche Jugendliche aufgenommen werden. Das Gebäude wurde 1975 errichtet.

### Tourismus
Durch Hunoldstal führt der Weiltalweg, der von Wanderern und Fahrradfahrern aus dem ganzen Rhein-Main-Gebiet aufgesucht wird.
Das Restaurant und Café Zum Feldbergblick sowie das Restaurant Schmiede bieten dem Gast die Möglichkeit zur Einkehr.

## Persönlichkeiten
- Rudolf Harms (1901–1984), Schriftsteller, Journalist, Filmkritiker und Biograf
- Ivan Rebroff (1931–2008), Sänger, lebte auf dem Anwesen Burg Weilstein zwischen Hunoldstal und Treisberg[9]